# Resolutie 1350 Veiligheidsraad Verenigde Naties
Resolutie 1350 van de Veiligheidsraad van de Verenigde Naties werd unaniem door de Veiligheidsraad van de Verenigde Naties aangenomen op 27 april 2001.

## Achtergrond
In 1980 overleed de Joegoslavische leider Tito, die decennialang de bindende kracht was geweest tussen de zes deelstaten van het land. Na zijn dood kende het nationalisme een sterke opmars en in 1991 verklaarde Bosnië en Herzegovina zich onafhankelijk. De Servische minderheid in het land kwam hiertegen in opstand en begon een burgeroorlog, waarbij ze probeerden de Bosnische volkeren te scheiden. Tijdens die oorlog vonden massamoorden plaats waarbij tienduizenden mensen omkwamen. In 1993 werd het Joegoslavië-tribunaal opgericht, dat de oorlogsmisdaden die hadden plaatsgevonden moest berechten.

## Inhoud
De Veiligheidsraad:
- Herinnert aan de resoluties 808, 827, 1166 en 1329.
- Overwoog de nominaties voor rechter in het Internationaal Tribunaal voor Voormalig Joegoslavië die de secretaris-seneraal ontving.
- Stuurt volgende nominaties door naar de Algemene Vergadering:

1.  Aydin Sefa
2.  Carmen Argibay
3.  Lucy Asuagbor
4.  Jeremy Badgery-Parker
5.  Chifumu Kingdom Banda
6.  Roberto Bellelli
7.  Pierre Boutet
8.  Hans Henrik Brydensholt
9.  Guibril Camara
10.  Joaquín Martín Canivell
11.  Romeo Capulong
12.  Oscar Ceville
13.  Isaac Chibulu Tantameni Chali
14.  Arthur Chaskalson
15.  Maureen Harding Clark
16.  Fatoumata Diarra
17.  Cenk Alp Durak
18.  Moise Ebongue
19.  Mathew Epuli
20.  Albin Eser
21.  Mohamed el-Habib Fassi-Fihri
22.  John Foster Gallop
23.  Joseph Nassif Ghamroun
24.  Michael Grotz
25.  Adbullah Mahamane Haidara
26.  Claude Hanoteau
27.  Hasan Jallow
28.  Ivana Janů
29.  Aykut Kiliç
30.  Flavia Lattanzi
31.  Per-Johan Lindholm
32.  Augustin Lobejón
33.  Diadié Issa Maiga
34.  Irene Chirwa Mambilima
35.  Dick Marty
36.  Jane Hamilton Mathews
37.  Suzanne Mengue Zomo
38.  Ghulam Mujaddid Mirza
39.  Ahmad Aref Moallem
40.  Mphanza Patrick Mvunga
41.  Rafael Nieto Navia
42.  Léopold Ntahompagaze
43.  André Ntahomvukiye
44.  Cesar Pereira Burgos
45.  Mauro Politi
46.  Vonimbolana Rasoazanany
47.  Ralph Riachy
48.  Ingo Risch
49.  Robert Roth
50.  Zacharie Rwamaza
51.  Sourahata Babouccar Semega-Janneh
52.  Tom Farquhar Shepherdson
53.  Amarjeet Singh
54.  Ayla Songor
55.  Bert Swart
56.  Gyorgy Szénási
57.  Ahmad Takkieddine
58.  Chikako Taya
59.  Krister Thelin
60.  Stefan Trechsel
61.  Christine Van Den Wyngaert
62.  Volodymyr Vasylenko
63.  Lal Chand Vohrah
64.  Sharon Williams

## Verwante resoluties
- Resolutie 1340 Veiligheidsraad Verenigde Naties
- Resolutie 1345 Veiligheidsraad Verenigde Naties
- Resolutie 1357 Veiligheidsraad Verenigde Naties
- Resolutie 1362 Veiligheidsraad Verenigde Naties

Lijst ·  1335 ·  1336 ·  1337 ·  1338 ·  1339 ·  1340 ·  1341 ·  1342 ·  1343 ·  1344 ·  1345 ·  1346 ·  1347 ·  1348 ·  1349 ·  1350 ·  1351 ·  1352 ·  1353 ·  1354 ·  1355 ·  1356 ·  1357 ·  1358 ·  1359 ·  1360 ·  1361 ·  1362 ·  1363 ·  1364 ·  1365 ·  1366 ·  1367 ·  1368 ·  1369 ·  1370 ·  1371 ·  1372 ·  1373 ·  1374 ·  1375 ·  1376 ·  1377 ·  1378 ·  1379 ·  1380 ·  1381 ·  1382 ·  1383 ·  1384 ·  1385 ·  1386